# Herpert van Foreest (1472-1501)
Herpert van Foreest (genoemd 1472 – Den Haag, 1501), ambachtsheer van de Rijnlandse ambachtsheerlijkheid Middelburg en van Schoterbosch, schout van Alkmaar, schepen, burgemeester en vroedschap te Delft, en kastelein van Woerden.

## Biografie
Herpert van Foreest werd geboren als zoon van Willem van Foreest en Adriana Hart van der Woert. In 1473 volgde hij zijn vader op in diens ambachtsheerlijkheden in Rijnland en Schoterbosch. In 1474 verkreeg hij de heerlijkheid behorend bij het huis "Egmond" te Heiloo, en in 1475 de heerlijkheid behorend bij het huis "Naaldwijk" te Warmond. Hij trouwde in 1477 met Maria van Cats, een telg uit een voornaam Zeeuws geslacht. Maria van Cats was de dochter van Wolfert van Cats (1410-1467) en NN van Sabbingen.
Van 1480 tot en met 1483 was Herpert van Foreest schepen van Delft en hij werd in 1482 vermeld als vroedschap en veertigraad van die stad. Daarna verhuisde hij naar Alkmaar en werd daar schout in de jaren 1484 en 1485. In deze functie was Herpert belast met het bevel over de stedelijke krijgsbenden en streed met zijn oom Jan van Foreest (1451-1501) en andere Hollanders aan de zijde van bisschop David van Bourgondië in de Utrechtse oorlog. Daarna keerde hij terug naar Delft. In de jaren 1485, 1487 en 1488 was hij schepen en hij werd in 1490 benoemd als burgemeester van Delft. Daarnaast was hij baljuw van Woerden van 1491 tot en met 1495, en vervulde de bijbehorende functies van dijkgraaf, kastelein en rentmeester.
Herpert maakte zijn testament op in 1499. Het leert ons, dat Herpert destijds in Den Haag verbleef, waar hij een woning in het Westeinde moet hebben gehad. Ook had hij de beschikking over een huis in Abbenbroek, waar hij zijn weduwe laat wonen. Omdat Herpert geen zoons, maar wel dochters naliet, raakten de voorouderlijke Rijnlandse ambachtsheerlijkheden uit de familie. Uit zijn huwelijk met Maria van Cats werden twee dochters geboren:
- Ursula van Foreest (Wijk aan Zee, ca. 1479 - Gouda, 15 mei 1525), begraven in de St. Janskerk te Gouda. Zij trouwde ca. 1499 met Jacob van Borselen (Gouda, 1471 - Gouda, 20 december 1521). Hij was een zoon van Jacob van Borselen (1437-1503) en Agnes van Raephorst.
- Anna van Foreest (1485 - 1540), begraven in IJsselstein